# Casa medicului Anatol Kațovski
Casa medicului Anatol Kațovski este un monument istoric și de arhitectură de însemnătate națională din orașul Chișinău.

## Istorie

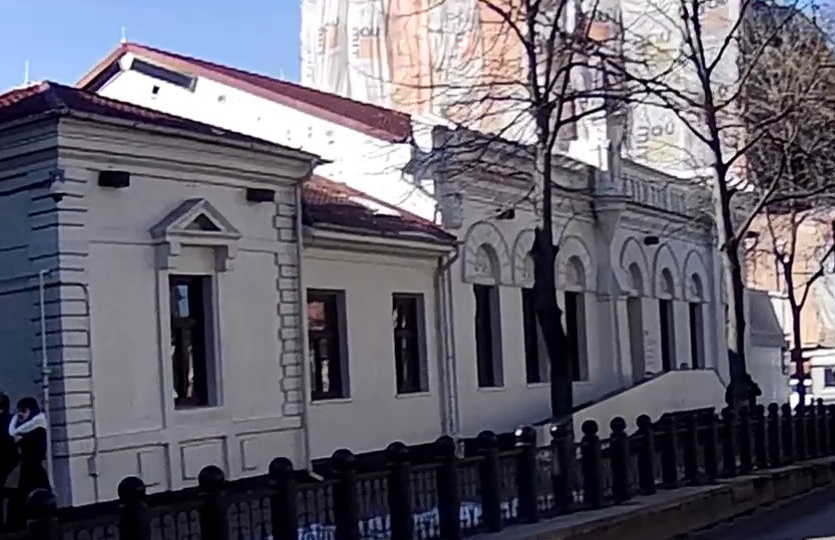
Casa lui Kațovski (dreapta), contopită cu casa lui Kviatkovski (stânga) în cadrul complexului ambasadei

Clădirea a fost ridicată la începutul secolului al XX-lea. A aparținut lui Anatol Dumitru Koțovsky (sau Kațovski; 1864-1937), medic psihiatru, doctor în medicină, director al spitalului de psihiatrie din Costiujeni în 1898-1916. În 1940 proprietarul era Constantin Stiloș.
Odată cu includerea imobilului în componența Ambasadei Statelor Unite ale Americii, clădirea a suferit modificări, fiind adusă la un stil comun cu vila urbană a familiei Erhan și casa medicului Iulia Kviatkovski, prin aceasta fiind distrusă zidăria aparentă a fațadei. Paza ambasadei interzice fotografierea acestor clădiri.

## Arhitectură
Planul casei este rectangular. Aliniată străzii, ea este construită într-un singur nivel, cu subsol care repetă planul parterului. Fațada principală are șapte axe de goluri: șase ferestre și o ușă amplasat în mijloc; compoziția casei se caracterizează însă printr-o disimetrie a formelor arhitecturale și a decorului plastic.

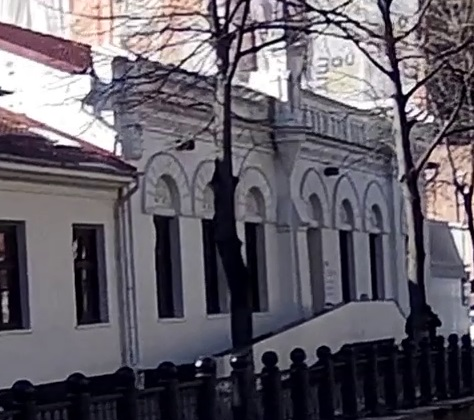
Prim-plan al fațadei

Clădirea este realizată în piatră, cu paramentul tencuit neted, pe fundalul cărora se evidențiau inițial detaliile în forme neogotice. Compoziția se împarte în trei zone, corespunzător structurii spațiale a casei: partea centrală cu holul intrării, în stânga salonul și în dreapta cabinetul. Partea superioară a peretelui este încununată cu un atic, care spre dreapta trece într-un coronament crenelat sub aspectul unui turn cu imitație de mașicule, iar spre stânga coronamentul este alcătuit din turnulețe de colț. Cornișa casei este alcătuită dintr-un brâu decorativ, stilizat modern. Golurile de ferestre și uși sunt decorate în partea superioară cu arhivolte din bolțari, cu o arcuire ogivală în exterior, completate cu forme decorative gotice. Tot din gândirea modernă fac parte și brâiele care despart partea rectangulară a ferestrelor de partea timpanului în arc în plin cintru. În cinci ferestre se află câte o rozască gotică, iar în a șasea, a cabinetului, un blazon de tip german cu câmpul gol, divizat de o bară oblică.